# グランビル・シャープ
グランビル・シャープ（Granville Sharp, 1753年11月10日 - 1813年7月6日）は、イギリスの学者及び奴隷制度廃止運動の指導者である。

## 来歴
1735年11月10日に大執事ジョン・シャープ（ヨーク大主教トーマス・シャープの息子）の息子として、イギリスのダラムで生まれた。シャープは14人兄弟の1人である。中等学校で教育を受けていたが、15歳の時にロンドン服地商の徒弟になった。
1765年からシャープは奴隷廃止運動に活発に関わる事になる。シャープの兄弟ウィリアムは医者で、ロンドンで貧しい人々に無料で処置をしていた。シャープがウィリアムを訪ねた際、デヴィット・ライルという名の主人から酷く叩かれたジョナサン・ストロングと言う奴隷の黒人青年と出会う。シャープはこの黒人青年を助け、セント・バーソロミュー病院へ連れて行った。ストロングの怪我は、完治するまで4ヵ月を費やさなければならなか
った。
彼の怪我の原因は、ライルは、バルバドスからイギリスへ彼を連れて来たものの、ライルはストロングのサービスに不満を抱きピストルで彼を叩いた後、彼を通路に放り投げたというものであった。
ストロングが怪我から回復した後、ライルは彼を他の主人へ売り払った。
シャープは、その情報を知った時、彼はライルをストロングがイギリスにいたので、ストロングがもはや奴隷でなかったと主張していた、法廷に連れて行った。
しかし、法廷がストロングの好意で裁決したことは1768年までなかった。ケースは国家広告を受けた。そして、シャープは奴隷廃止に反対する彼の運動でこれを使うことができた。最後に彼がイギリスに足を踏み入れるとき、奴隷が自由になるトーマス・ルイスやジェームズ・サマーセットの場合が置かれた。シャープは同様に他の問題に関する、急進的で政治的な意見を持っていた。彼は議会改革に賛成し、そして、低い賃金の莫大な労働者を育成するために支払った。そして、またシャープもアメリカの入植者をイギリス政府に対して支持をして、その結果、1776年に行政事務を退職しなければならなくなり、同年に4冊の奴隷制度反対のパンフレットを出版した。
1780年代中頃になると、シャープは最終的に西アフリカのシエラレオネへの移住計画の支持者のリーダーであるシエラリオーナとなった。
1780年代の初期にアメリカ独立戦争でイギリスのために戦った元奴隷の自由を授与される、ロンドンと彼らが約束された賃金に来たので、ロンドンの貧しい黒人たちの数が増大していた。これらの元奴隷の黒人たちをシエラレオネに新しく入植および移住させるため、1786年にシャープは友人であるトーマス・クラークソンをはじめウィリアム・ウィルバーフォースらにより奴隷貿易廃止促進協会が創立され、1787年にシャープを中心とした「自由の国」をスローガンとしたシエラレオネの入植計画が始まり、887人の入植者（ほとんどが黒人）がシエラレオネに入植した。最初のシエラレオネの入植地には、彼の名グランビル・シャープに因み、グランビルタウンという都市が建設された。しかし、このシャープらによるシエラレオネ入植計画は失敗してしまった。ヨーロッパ諸国の軍や現地部族からの攻撃・侵略やマラリアなどによる病気などにより、1791年までに入植者のほとんどは死に絶え、生き残ったのはわずか60人だけであった。
1813年7月6日、ロンドンの南西にあるフラムでシャープは死んだ。彼は、フラムの教会の墓地に埋葬されている。また、ウェストミンスター寺院にも彼の記念碑が建てられている。